# 柏青哥 (小說)
《柏青哥》（英語：Pachinko）是韓裔美國作家李珉真的第二部長篇小說，於2017年在美國首次發行。該書與李珉真的首部長篇小說《百萬富翁的免費食物》及尚在創作的《美國韓式學院》（American Hagwon）並稱“離散三部曲”。故事背景設定在20世紀，描繪一個在日朝鮮家庭，隨著歷史更迭，如何在異鄉克服困境，從移民一代與二代所面臨的種族與刻板印象等議題，到第三代的自我認同等。
該書入圍美國國家圖書獎小說類決選名單，並榮登紐約時報暢銷書。蘋果公司的串流平台Apple TV+於2022年推出同名改編電視劇。

## 故事
第一部：故鄉（1910年－1933年）
1910年，日本併吞朝鮮，一名漁夫與妻子在承租幾十年、位在釜山影島的木屋經營著旅館生意，他們唯一存活的大兒子金勳二天生兔唇又跛腳，直到隔年二十八歲才有媒婆上門撮合婚事。家徒四壁又因殖民政府而丟了土地租約的鰥夫佃農，收到聘禮後將他十五歲的四女兒養真嫁給了勳二。婚後三年，漁夫與妻子相繼過世，勳二與養真的三個兒子皆夭折，只有身為長女的第四個孩子善慈順利長大成人。勳二善待養真、疼愛善慈，在善慈十三歲那年，卻因罹患結核病而逝世，妻小傷痛欲絕。
1932年，養真成了三十七歲的寡婦，而善慈已是十六歲的少女，母女倆與父母雙亡的女傭姊妹復熙與德熙共同打理著旅館。出身濟州島，經常往返日韓的漁獲掮客兼富商高漢水，迷上和自己年紀相差十八歲的善慈。漢水在某次拯救遭日本男學生戲弄與侵犯的善慈後，善慈也開始為見多識廣的他著迷，兩人展開秘戀並偷嚐禁果。善慈懷上漢水的孩子後，得知漢水在日本已有家室，即便漢水想對她負責，甚至非常期盼能在朝鮮建立家庭，但善慈拒當漢水的情婦。計畫前往大阪工作的二十六歲基督教牧師白以撒，投宿於金家的旅館，卻因再度罹患結核病而計畫延宕。以撒感念養真一家數月以來的照料，在得知養真為善慈未婚懷孕而苦惱後，從小體弱多病的他，認定這是生命的轉捩點，因此決定娶善慈為妻，給予孩子名分，同時為他的人生帶來意義。
1933年，善慈嫁給康復的以撒，告別親友與故鄉，同以撒移民大阪，投靠以撒的二哥約瑟及其妻子景喜，居住在貧民窟豬飼野。約瑟雖對善慈抱持疑慮，但很高興在異鄉有弟弟相伴，不孕的景喜也相當照顧善慈。妯娌倆某日得知約瑟為籌以撒夫婦當初前來大阪的旅費而欠下巨額債務，於是善慈將漢水送給她的昂貴信物——懷錶典當掉，好打發找上門的討債份子。保守的約瑟對於女人替自己還債感到羞愧而辱罵善慈，而隱瞞懷錶秘密的善慈，此時誕下了漢水的兒子挪亞。
第二部：祖國（1939年－1962年）
1939年，善慈誕下以撒的兒子摩西不久後，由於教會裡的胡司事在宣誓效忠天皇時仍默唸著主禱文，導致神職人員均遭法辦，以撒面臨牢獄之災。少了以撒的薪水，家計吃緊，善慈便說服約瑟讓她上街擺攤，販賣景喜製作的韓式泡菜，偶爾賣糖，並每天送便當和乾淨衣物到警局給以撒。一名餐廳經理金昌浩向善慈提供工作機會，於是善慈與景喜便揹著摩西，開始到餐廳製作泡菜與醬菜，以賺取優渥的薪資。1942年，奄奄一息的以撒終於被釋放，他勉勵思念他的挪亞勤學、做個好人。善慈自認虧欠以撒，約瑟則對弟弟的遭遇自責不已。
1944年，二戰期間，民生疾苦。以撒逝世後，漢水揭露自己是昌浩的上司，他透過善慈典當的懷錶找到她。漢水收獲情報搶先得知戰況，便安排昌浩帶著善慈一家到鄉下農場避難，約瑟則獨自前往長崎工作。漢水將養真接來日本與善慈團聚，但復熙與德熙姊妹卻早已被招募至滿洲工作，生死未卜。善慈一家人在玉口先生的農場勞動，位在長崎的約瑟卻遭空襲火勢吞噬，燒傷右半身，為漢水所救。戰後，漢水的建設公司協助白家重建房屋，昌浩同他們一家搬回大阪一起生活。雖然曾考慮返回朝鮮，但朝鮮已一分為二，漢水不容許挪亞身處險境，便以北韓的惡行恫嚇白家，得知父母處境的約瑟和景喜悲痛欲絕。
1950年代，摩西不像挪亞好學，又因朝鮮人的身份而備受異樣眼光，但他卻幫助了因家世而被歧視的日本學生戶戶山春樹，兩人自此成了摯友。不擅讀書又總是鬧事的摩西，休學後到柏青哥店老闆吾郎的手下工作，屢受拔擢。挪亞在1957年通過早稻田大學的入學測試，但白家人努力工作仍籌不出學費，即便有百般個不願意，善慈為了挪亞的未來，最終還是妥協讓漢水資助挪亞。昌浩抱持著理想決定前往北韓，知悉其心意的約瑟想勸留他照料妻子，但景喜無法在約瑟尚在世時，接受昌浩的心意，於是昌浩便獨自上路。
挪亞在大學交了個日籍女友晶子，比起挪亞，她更勇於拋出種族議題。晶子對挪亞的一切感到好奇，也想了解如導師般存在的贊助人漢水是何方神聖。晶子某次不請自來的闖入挪亞與漢水的聚餐，並揣測漢水是挪亞的父親，這令挪亞對自己的身世起疑。挪亞發覺晶子愛的是他朝鮮人的身份，而不是他這個人，與晶子分手後，他旋即回到大阪質問母親，不敢置信自己努力活成優秀的朝鮮人，身上卻流著黑道的血，一生毀於旦夕。
第三部：柏青哥（1962年－1989年）
挪亞休學後與家人斷絕關係，獨自搬到長野，以假名坂能亞在日商柏青哥公司任職。摩西娶了在戶戶山太太手下工作、懷有美國夢的女工由美，經歷兩次流產後，終於誕下一子所羅門。挪亞娶了公司同事岩村理紗，並育有三個女兒和一個兒子，過著平凡的日本家庭生活。摩西自立門戶，在橫濱經營著柏青哥事業，然而由美卻在所羅門三歲時，遭遇酒駕車禍而亡，令摩西悲痛萬分。成為警察的春樹娶了母親工作室的工頭彩芽，在母親逝世後，無子嗣的夫妻倆也搬到橫濱，共同照料著春樹那智能障礙的弟弟大輔，並過著同床異夢的生活。在挪亞消失的十六年後，漢水找到了挪亞，善慈終於能和挪亞相認，但挪亞仍無法接受自己的身份，便舉槍自盡。
摩西靠柏青哥事業成了非常富裕的商人，身旁有個經營餐廳的日籍女友永富悅子。悅子的女兒小花未婚懷孕，便前來投靠母親，所羅門自此為小花著迷，兩人更背著父母做愛，但小花最終拋下了所羅門，流連東京。勤學的所羅門，後來就讀位在紐約的哥倫比亞大學，並愛上自信沉著的韓裔美國人菲比。畢業後，菲比跟隨在英國投資銀行工作的所羅門定居南麻布，然而所羅門卻在遭到上司利用後被開除。所羅門和菲比的身份認同存在差異，所羅門對日本有所情感，但菲比卻對日本人的歧視嗤之以鼻，兩人最終承認彼此的不合適。擔任女公關的小花在染病逝世前，建議所羅門接手摩西的柏青哥事業，認為他應該不顧歧視，在這塊土地上孕育他的生命。
在約瑟與養真逝世後，善慈與景喜仍伴在彼此左右。善慈定期回到大阪替以撒掃墓，並對以撒闡述心事。雖然漢水老年仍打算娶善慈為妻，但漢水是她幸福也是痛苦的泉源，倘若沒有漢水，她便不會生下挪亞，遇上以撒並生下摩西，但因為自身的罪過及漢水的自私，她永遠失去了挪亞。她想起漢水，不是為了這個男人，而是因為他見證過她的青春，但女人一生受苦。挪亞是善慈心中的痛，母子始終未能團聚，當她得知挪亞在消失的那些年，仍會前來墓園拜訪以撒後，便將挪亞的照片埋在以撒的墓地。

## 角色介紹
- 金善慈（Kim Sunja；）[註 3]

出生於釜山影島，勳二與養真的長女，上有三個夭折或早逝的哥哥。16歲時，邂逅富商高漢水，懷孕後才得知他在日本早有妻小，便拒當漢水的情婦。受以撒的幫助而嫁給了他，並隨夫移民日本，冠夫姓名為白善慈，日本譯名為百善慈（Boku Sunja），日本通名為坂東順子（Bando Junko）。一生刻苦耐勞，只為兩個兒子挪亞與摩西而活。
- 金勳二（Kim Hoonie；）[註 5]

天生跛腳又兔唇，經營著父母留下的旅館。和妻子養真育有一女善慈，她是個好丈夫也是好父親，但卻在善慈13歲時，因罹患肺結核而身亡。
- 金養真（Kim Yangjin；）

家境貧困而被許配給勳二，夫家待她不薄。在37歲那年成為寡婦，便開始獨自扶養善慈，以及經營夫家留下的旅館。將善慈出嫁後，直到二戰期間，才被漢水帶往日本與善慈團圓，自此隨女兒及其夫家旅居日本，直至1979年罹患胃癌逝世。
- 高漢水（Koh Hansu；）

出身濟州島的朝鮮人，被勢力龐大的日本錢莊老闆收養，通名為森本明（Morimoto Haru），並娶了森本的女兒，育有三女。迷上小自己18歲的善慈，他渴望擁有如善慈這般天真又堅毅的朝鮮女孩，即便有過數不清的女孩，但善慈卻是他的最愛。
- 白以撒（Baek Isak；）

1907年生，1944年卒。名字取自聖經人物以撒，出身平壤的富裕世家，天生體弱多病。是位虔誠的基督教牧師，天性善良、聰穎又擅於傾聽。娶了善慈，給予挪亞名分，卻無故死於殖民政府之手。
- 白約瑟（Baek Yoseb；）

名字取自聖經人物約瑟，為以撒的二哥。雖然抱持父權思想，但仍相當愛護家人，堅持一肩扛起家計。對弟弟的死感到自責與愧疚，又遭戰火紋身，自此性格大變。
- 崔景喜（Choi Kyunghee；）

白家親友之女，自幼便與約瑟相戀進而結婚。冠夫姓名為白景喜，日本通名坂東喜美子（Bando Kimiko），因為不孕，因此非常照顧弟妹善慈及其兩子，與善慈相互扶持直到終老。
- 白挪亞（Baek Noa；）

1933年生，日本譯名為百能亞（Boku Nobuo），日本通名為坂東能亞（Bando Nobuo），名字取自聖經人物挪亞，為善慈與漢水的兒子。遵循父親以撒的腳步，成為品學兼優的朝鮮人，殊不知自己的身世，與自我的理想背道而馳。
- 白摩西（Baek Moses；）[註 7]

1939年生，日本譯名為百摩西（Boku Mozasu），日本通名為坂東摩西（Bando Mozasu），名字取自於聖經人物摩西，為善慈與以撒的兒子。不像哥哥那般勤學，雖然常鬧事，但都是出於保護自我與他人。在跨足柏青哥事業後，改變了家族的命運。
- 白所羅門（Baek Solomon；）

摩西與由美的兒子，雖然母親早逝，卻成了體貼、懂事又成熟的男孩。就如以撒與挪亞，是個品學兼優的男孩，畢業於哥倫比亞大學經濟系。他面臨的社會，不如祖母與父親那般惡劣，但即便有著光明的未來，其身份認同使他脫離不了日本。
- 永富悅子（Nagatomi Etsuko）

出身北海道，因外遇而使兒女蒙羞，便離開了故鄉。後來與摩西穩定交往，但為了兒女，多次婉拒摩西的求婚，不過她是個真心對待摩西父子的日本女性。
- 金昌浩（Kim Changho；）

出身慶尚道大邱，是漢水的得力助手。暗戀著他所無法擁有的景喜，但也正是她對婚姻的這份忠誠，使他著迷於她。最終，抱著愛國的理想，投奔北韓。
- 戶戶山春樹（Totoyama Haruki）

由單親母親一手拉拔長大而備受歧視，但摩西卻接納他，與他成為摯友。後來就讀警校，成為了一名警察。應母親的心願娶了女工彩芽，但他喜歡的其實是男人。
- 吾郎[註 9]

經營柏青哥事業，收摩西為徒，成了他的恩人。心腸軟的他，幫助遭歧視的戶戶山太太建立起制服工作室事業。
- 由美（；）

戶戶山太太制服工作室的女工，父母都是從事性行業的酒鬼，因此自幼離家獨立。想拋開身處日本的窘境，故懷有美國夢。和摩西相戀結婚，產下所羅門後，卻遭逢車禍意外逝世。
- 富女木晶子（Fumeki Akiko）

挪亞的大學同窗，是校內的激進美女。對於日本人來說，她是支持朝鮮人的怪人，但對朝鮮人來說，卻是有著異樣執著的人。
- 彩芽

戶戶山太太制服工作室的工頭，與老闆娘之子春樹成婚後，接管工作室直到婆婆逝世。未能懷孕的她，將丈夫的弟弟大輔視如己出。在探索自身情慾的同時，也發現丈夫的秘密。

## 創作

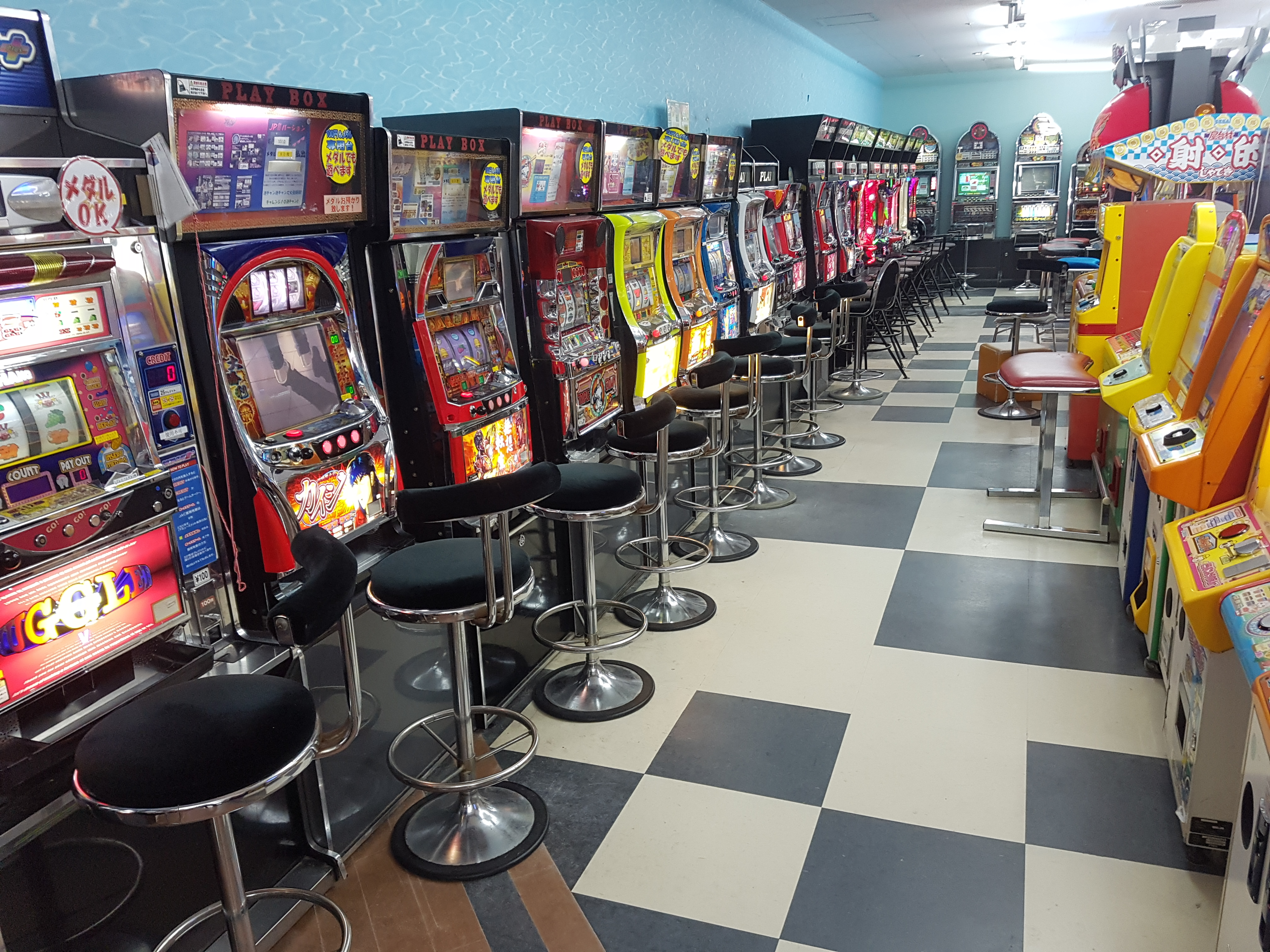
小說以柏青哥作為隱喻

1989年，作者李珉真在就讀耶魯大學三年級時，聆聽一名駐日美國傳教士的演講，得知在日朝鮮人和韓國人所遭遇的歧視和身份認同等問題，便自此獲得靈感。其中，牧師分享遭霸凌而自殺的中學生故事便寫入本書的第三部第六章。由於在李珉真的移民經驗中，她受到許多美國人的支持與鼓勵，但有些國家卻拒絕接納其他種族，正因為作者沒有經歷過在日朝鮮人或韓裔的處境，這驅使她花了近30年的時間完成本書。
李珉真在2002年於《密蘇里評論》雜誌上發表了短篇小說《祖國》（Motherland），獲得了威廉·佩登獎，文章描述韓裔日本男孩所羅門在生日當天必須前往區公所按壓指紋，以取得外國人登錄證的故事，該內容後來改寫成為本書第三部第九章。
李珉真在2007年至2011年間，曾居住於日本，並訪問了數十名不同背景的在日朝鮮人，她發覺這些人物並不單單只是歷史的受害者，而是富有廣度與複雜性，且多抱持著「我們知道我們不被包括在內，但沒關係，生活還是得過，我們只要繼續適應」的態度，這成了書籍的首要論點，即書中的第一句話：「歷史辜負了我們，那又如何。」他們的背叛感不全是來自日本政府，還包括北韓、南韓與在日領導者等。這些想法與作者原先的想像有所出入，因此她放棄了初稿，於2008年開始重新創作直至出版。
小說最初定名為《祖國》，但李珉真發現她所訪問和研究的人物，或多或少與柏青哥產業有所連繫，因此更名為《柏青哥》。柏青哥產業是在日朝鮮人少數能從事或掌權的行業，該產業的出口產值甚至超過日本汽車產業，且日本成人玩柏青哥的比例並不低，多數車站與商店街亦能發現柏青哥店的蹤跡，儘管如此，日本中產階級仍相當鄙視該產業。柏青哥是個關於機會與操縱的賭博遊戲，作者用其隱喻種族主義、刻板印象與權力等主題。

## 評價與獎項

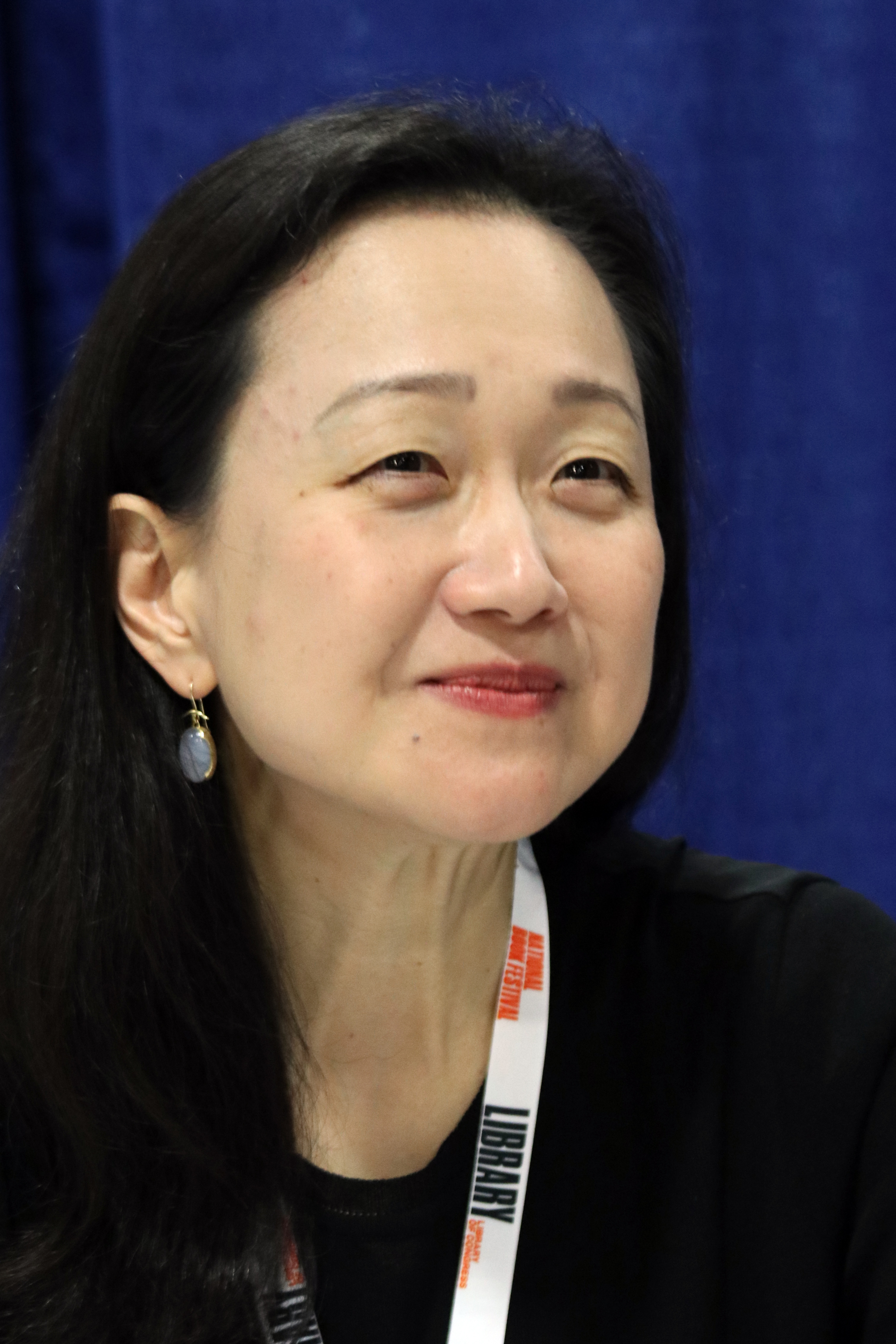
作者李珉真收獲好評

《柏青哥》入圍美國國家圖書獎小說類決選，並獲得戴頓文學和平獎小說類亞軍與梅帝奇圖書俱樂部獎（Medici Book Club Prize）。
《柏青哥》被多家媒體名列為年度十大好書，包括《紐約時報》、英國廣播公司、加拿大廣播公司、紐約公共圖書館、《今日美國》、《西雅圖郵訊報》、《舊金山紀事報》、《衛報》、《君子雜誌》、《芝加哥書評》、亞馬遜公司以及Book Riot等，全國公共廣播電台、公共廣播電視公司、有線電視新聞網、《金融時報》、《新政治家》、《愛爾蘭時報》、《澳洲金融評論報》、《布魯克林鐵路刊》、《WBUR-FM》、《百萬雜誌》、文學樞紐、歷史頻道則列為年度好書。小說家羅珊·蓋伊在接受《華盛頓郵報》的訪問時，表示該書是她2017年最喜愛的小說。
《紐約時報》的克莉絲·李寫道：該書以「歷史辜負了我們，那又如何。」做開場，宣告了小說的野心。每當故事找到焦點，又會搖身一變，變得更加豐富。小說透過柏青哥探索身份、家園與歸屬感，只要有耐心與同情心去觀察與傾聽，便能發覺各色人物背後藏著無數的慾望、希望與絕望。《衛報》的歐大旭稱讚該書「讀起來像是獻給在異地奮鬥的人們，一首悠長又私密的詩歌。」李珉真細密的重建一段被忽略的歷史，反映出在日朝鮮人的處境，是部富含情感衝突又栩栩如生的多世代傳奇故事。《雪梨晨鋒報》的彼得·克萊文稱「《柏青哥》是一大嘗試，處處充滿奧妙與策略，藉由歷史的欺壓呈現朝鮮人的經歷。」雖然他不認為《柏青哥》是部曠世巨作，但在大時代題材中，該書留有一席之地。《愛爾蘭時報》的約翰·波恩認為柏青哥隱喻著白家人的人生，在善慈及其後代出生當下的景況，便決定了他們的命運，就像玩彈珠台，即便彈珠會在框架內任意彈跳，但一開始擊出的方式，早已決定了遊戲的走向。他讚揚《柏青哥》是個具有共鳴、正向與家庭忠誠的傑作，會是歷久不衰的出色作品。
臺灣作家徐菁芳評論：“在結構與個人之間來回震盪的磕碰，是為了要讓我們更清楚自己是誰，根源為何。從家出發，接受自己鑲嵌在歷史之中，並肯認人的能動性——這是《柏青哥》恢弘敘事之間，反覆論證的主題。”

## 改編電視劇

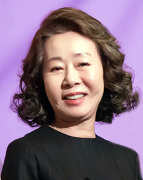
奧斯卡金像獎得主尹汝貞主演改編電視劇

韓裔美國作家許秀珍和製作公司攔腰媒體（Media Res）向原作家共享劇集構想，取得電視改編權，並在2018年由Apple TV+競得播映權。改編電視劇由許秀珍執筆兼任節目統籌，協同原著李珉真監製，但李珉真最終退出劇組。劇集於2019年3月獲得共計8集的系列預訂，並在2020年10月26日起正式展開製作，於韓國及加拿大等地拍攝，由名田高梧與全知泰個別執導4集。該劇於2022年3月25日首播，同年4月29日季終。
卡司包含韓國演員李敏鎬、金敏荷、尹汝貞、鄭恩彩、魯尚炫、鄭仁知，以及韓裔美國演員河鎮、紐西蘭籍日本演員澤井杏奈、在日韓人出身的旅美演員新井總司、具有在日韓人血統的日本演員南果步與美國演員吉米·辛普森等。